# Ivanivka, Iarmolînți
Ivanivka (în ucraineană Іванівка) este un sat în comuna Mîhailivka din raionul Iarmolînți, regiunea Hmelnîțkîi, Ucraina.

## Demografie
Componența lingvistică a localității Ivanivka
     Ucraineană (98,92%)
     Română (1,08%)
Conform recensământului din 2001, majoritatea populației localității Ivanivka era vorbitoare de ucraineană (98,92%), existând în minoritate și vorbitori de română (1,08%).